# Russula heterophylla
Russula heterophylla là một loài nấm dại ăn được trong chi Russula. Nó có nhiều màu sắc khác nhau được tìm thấy trong các khu rừng rụng lá và gỗ ở Anh, châu Âu, và Scandinavia. Nó xuất hiện cùng với các cây lá rộng trong mùa hè đến đầu mùa thu, nó thường có màu xanh lục.

### Các loài tương tự
Dạng màu lục của Russula cyanoxantha có thể được phân biệt do chúng tạo ra phản ứng màu lục hoặc không phản ứng khi cọ xát với sultfat sắt (muối sắt).
Russula virescens (Schaeff.) Fr., có bề mặt mũ vỡ.
Russula aeruginea Fr., mọc trên cây bu-lô.
Russula langei Bon, cũng có phản ứng lục với sắt sulphat, và mùi giống như loài sò.